# Словарь географических названий зарубежных стран
«Словарь географических названий зарубежных стран» — однотомный топонимический словарь на русском языке. Предназначен для картографов, географов, журналистов, работников издательств и других организаций, а также для широкого круга читателей.

## Статус словаря
Словарь был утверждён Главным управлением геодезии и картографии при Совете министров СССР в качестве обязательного для всех государственных комитетов, министерств, ведомств, учреждений, предприятий и организаций СССР.
«Словарь географических названий зарубежных стран» имел целью установить единое написание названий наиболее крупных географических объектов зарубежных стран на русском языке во всех публикуемых в Советском Союзе научных, справочных, учебных, информационных изданиях, в периодической печати, в картографических произведениях.
Третье издание «Словаря…» было рассмотрено и одобрено постоянной Междуведомственной комиссией по географическим названиям при ГУГК и утверждено Главным управлением геодезии и картографии при Совете министров СССР в качестве нормативного. По состоянию на 1 января 2005 года, «Словарь…» значился в перечне действующих нормативных документов.

## Издания
Первое издание вышло в 1965 году тиражом 6000 экземпляров (составитель — М. Б. Волостнова). Второе издание словаря появилось в 1970 году, его тираж составил уже 20 000 экземпляров; в него было включено 37 000 географических названий.
В третьем издании. были учтены изменения в названиях, происшедшие за период после выхода в свет второго издания Словаря. Официально установленные названия стран, населённых пунктов, физико-географических объектов были даны по состоянию на 30 апреля 1986 года, было учтено новое политико-административное деление. Все названия приводились в соответствие с существовавшими требованиями транскрипции.
За время, прошедшее после второго издания словаря (1970 год), в мире происходили большие политические и социально-экономические перемены: из числа бывших британских, португальских, французских владений образовалось около тридцати новых самостоятельных государств. Ряд государств и городов получили новые названия. В некоторых странах изменилось административно-территориальное деление, административные центры перенесены в другие населённые пункты, построены крупные водохранилища и т. п. Все эти изменения, связанные с официальными наименованиями и переименованиями, а также с уточнением транскрипции отдельных названий по новым национальным источникам, получали отражение в новом издании. Тираж третьего издания (отв. редактор А. М. Комков) достиг 70 000 экземпляров.

## Правила описания географических объектов
В Словарь включено около 40 000 топонимов, среди которых — названия государств, административных единиц первого порядка и исторических областей, столиц и основных административных центров, наиболее крупных островов, рек, озёр, горных систем и вершин и других географических объектов. Отбор названий для включения в словарь производился по картотеке отдела географических названий и картографической научной информации ЦНИИГАиК, а также по новейшим (на время составления) картографическим, научным и справочным источникам.
Географические названия расположены в Словаре в алфавитном порядке. Словарная статья содержит следующую информацию: название, указание на род объекта, к которому оно относится (остров, река, залив и т. п.; названия населённых пунктов даны без указания на род объекта), страна или территория, в пределах которых находится объект. Названия стран даны в краткой форме (Китай, Швейцария и т. п.) или, при отсутствии таковой, в форме общепринятой аббревиатуры (ГДР, США и т. п.). Для населённых пунктов и некоторых отдельно расположенных физико-географических объектов указывается также административная единица первого порядка (департамент, штат, провинция и т. д.) или историческая область; для остальных физико-географических объектов даётся физико-географическая привязка. Для рек указаны бассейны, для горных вершин — горные хребты или системы, к которым они относятся, и высота по данным географических справочников и карт.
В тех случаях, когда объект (река, озеро, горный хребет) расположен на территории разных государств и имеет соответственно разные названия, каждому из них отведена отдельная словарная статья, и в каждой статье даются его названия в сопредельных странах (р. Эльба — на территории ГДР и ФРГ, и р. Лаба — в Чехословакии).

### Транскрипция
Написание названий дано в соответствии с правилами транскрипции, изложенными в серии инструкций по передаче географических названий с различных языков на русском языке. Инструкции были утверждены в установленном Советом министров СССР порядке и являются общеобязательными. Этим определяется нормативный статус и данного словаря. Для некоторых объектов сохранены, в отступление от правил, укоренившиеся в русском языке традиционные формы их названий, например: Австрия, Венгрия, Индия, Париж, Рим, Япония, а не Эстеррайх, Мадьярорсаг, Бхарат, Пари, Рома, Ниппон.

### Ударения
Географические названия, за исключением односложных, даны с ударениями. В сложных названиях, когда оба компонента являются многосложными, даётся два ударения (Се́кешфе́хервар, Ха́льденсле́бен). Когда один из компонентов односложный, даётся только одно ударение (Кейпта́ун, Дю́ссельдорф). Это не исключает появления второго ударения при склонении таких названий или образовании от них других слов: в Ке́йпта́уне, Дю́ссельдо́рфская ярмарка. Место ударения в названиях определялось по различным лингвистическим и справочным материалам на иностранных и русском языках. При этом учитывалась и установившаяся русская традиция для названий некоторых широко известных объектов: Анкара́, а не А́нкара, Братисла́ва, а не Бра́тислава.

### Использование жирного шрифта
В словарных статьях, отведённых названиям стран, после краткой формы даётся их полная официальная форма: «Венгрия, Венгерская Народная Республика». Географические названия в нормализованной форме, то есть обязательной для употребления в научных, справочных, учебных, информационных, картографических изданиях и в периодической печати, выделены жирным шрифтом. Названия, употреблявшиеся в ранее изданных литературных материалах и на картах в иной форме, напечатаны в «Словаре…» обычным шрифтом. От этих вариантов даются ссылки на нормализованные формы географических названий.

## Редакционная коллегия
А. М. Комков (ответственный редактор), Г. Г. Арутюнова, Е. В. Горовая, Л. Г. Иванов, И. П. Литвин, Я. А. Миропольский, Л. П. Сандалова, Л. З. Скрипниченко, Г. Е. Тихонова.